# Papa'z Song
«Papa'z Song» es el cuarto sencillo del segundo álbum de 2Pac, Strictly 4 My N.I.G.G.A.Z. Un video musical fue lanzado junto con la canción. El tema alcanzó el 24.º puesto en la lista U.S. Rap, el 82.º en la Hip Hop/R&B y el 87.º en la Billboard Hot 100.
La canción incluye la colaboración de Mopreme "Wycked" Shakur, el hermanastro mayor de Tupac Shakur e hijo de Mutulu Shakur.

## Lista de canciones
1. «Papa'z Song»
2. «Dabastard's Remix»
3. «Vibe Tribe Remix»
4. «Peep Game» con Deadly Threat
5. «Cradle To the Grave»

- Datos: Q2598770